# Le Bleu des origines
Pour plus de détails, voir Fiche technique et Distribution.
Le Bleu des origines est un film français expérimental réalisé par Philippe Garrel, sorti en février 1979.

## Synopsis
Au sommet d'un immeuble de style néo-classique, un homme regarde le ciel, une femme lit, les cheveux au vent.

## Fiche technique
- Réalisation et scénario : Philippe Garrel
- Image : Philippe Garrel
- Montage : Philippe Garrel
- Durée : 45 minutes
- Distribution : Hors Champ
- Genre : expérimental
- Type : noir et blanc
- Date de sortie : 21 février 1979

## Distribution
- Zouzou : elle-même
- Philippe Garrel : lui-même
- Jean Seberg : elle-même
- Nico : elle-même